# Kelmentsí
Kélmentsi (en ucraniano: Ке́льменці) es una ciudad ucraniana perteneciente al óblast de Chernivtsí. Situado en el oeste del país, es el centro del raión de Dniéster y del municipio (hromada) homónimo.

## Toponimia
En todos los idiomas de importancia local, el asentamiento se conoce con el nombre de Kélmentsi (en ucraniano: Ке́льменці) o Chelmenti (en rumano: Chelmenți). 

## Geografía
Kélmentsi está atravesada por el río Sursha, afluente derecho del Dniéster, 39 km al sureste de Kamianets-Podilski y 69 km al este de Chernivtsí. La ciudad se encuentra al norte de la región de Besarabia, cerca de la frontera con Moldavia.

## Historia
El asentamiento fue mencionado por primera vez por escrito en 1559 como la fundación del prestamista Kelmen y perteneció a los siglos XII y XIII a la Rus de Kiev. Después, hasta 1711, Kélmentsi perteneció al Principado de Moldavia y luego al Imperio otomano. 
Kélmentsi, como el resto de Besarabia, fue cedida al Imperio ruso en 1812 por el tratado de Bucarest. En 1892, el lugar obtuvo una conexión ferroviaria.
Después del final de la Primera Guerra Mundial pasó a formar parte del Reino de Rumania como parte del distrito de Jotín. En aquel entonces, la mayoría de la población estaba formada por ucranianos.
Tras la firma del pacto Ribbentrop-Mólotov y posterior ocupación soviética de Besarabia y el norte de Bucovina, el 2 de agosto de 1940 toda Besarabia pasó a formar parte de la Unión Soviética. Se estableció la RSS de Moldavia, y las partes del sur (condados rumanos de Cetatea Albă e Izmaíl) y del norte (condado de Jotín) de Besarabia, así como el norte de Bucovina y Tierra de Herta se unieron a la RSS de Ucrania. El 7 de agosto de 1940, se creó el óblast de Chernivtsí, uniendo la parte norte de Bucovina con la Tierra de Herta y con la mayor parte del condado de Jotín. Durante la Segunda Guerra Mundial fue ocupado por el reino de Rumania del 6 de julio de 1941 hasta el 28 de marzo de 1944.
En 1960, se le concedió el estatus de asentamiento de tipo urbano y se le convirtió en el centro del raión de Kélmentsi. Después de la declaración de independencia de Ucrania, el asentamiento se encontró en la frontera con Moldavia y se equipó un paso fronterizo y un puesto de aduanas Kelmentsí-Larga.
Hasta el 18 de julio de 2020, Kélmentsi fue el centro administrativo del raión de Kélmetsi. El raión se abolió en julio de 2020 como parte de la reforma administrativa de Ucrania, que redujo el número de raiones del óblast de Chernivtsí a tres. Desde entonces, el área de raión de Kélmentsi se fusionó con el raión de Dniéster.

## Demografía
La evolución de la población de Kélmentsi entre 1959 y 2022 fue la siguiente:
| 4519                                                          | 5050 | 5863 | 6903 | 8217 | 8120 | 7457 | 7211 | 6985 |
| (Fuente: Cities & Towns of Ukraine y UKRAINE: Größere Städte) |      |      |      |      |      |      |      |      |

Según el censo de 2001, la lengua materna de la mayoría de los habitantes, el 95,72%, es el ucraniano; del 2,61%, el ruso; del 1,45%, el  rumano.

## Infraestructura

### Transporte
Kélmentsi se encuentra en la carretera Chernivtsí-Sokiriani (carretera P63, que se convierte luego en H03) y 4 km al norte de la estación de tren de Larga, en Moldavia.

## Personas ilustres
- Ígor Plotnitski (1964): militar y político ucraniano, presidente de la autoproclamada República Popular de Lugansk (2014-2017).